# 約瑟芬公主 (比利時)
比利時的約瑟芬（荷蘭語：Josephine van België，1872年10月18日—1958年1月6日），比利時國王阿爾貝一世的姐姐。

## 家庭
1894年，約瑟芬與表哥霍亨索倫-錫格馬林根的卡爾·安東王子結婚，兩人共有1子3女：
- 史蒂芬妮公主（1895年—1975年）
- 瑪麗·安東妮公主（1896年—1965年）
- 阿爾布雷希特王子（1898年—1977年）
- 亨麗埃特公主（1907年—1907年），夭折